# Doina (okręg Botoszany)
Doina – wieś w Rumunii, w okręgu Botoszany, w gminie Răuseni. W 2011 roku liczyła 570 mieszkańców.